# محوطه تنگ دهک
محوطه تنگ دهک مربوط به سده‌های میانه دوران‌های تاریخی پس از اسلام است و در شهرستان بهمئی، بخش مرکزی، روستای ده مورد واقع شده و این اثر در تاریخ ۱۲ تیر ۱۳۸۴ با شمارهٔ ثبت ۱۲۰۹۱ به‌عنوان یکی از آثار ملی ایران به ثبت رسیده است.